# 快得勝
快得勝，是日本純種競賽馬匹。生涯活躍於中距離賽事，曾勝出2001年女皇伊利沙伯二世盃，亦於杜拜世界盃跑獲亞軍。

## 出賽前
1996年2月22日出生於北海道早來町（今安平町）北部牧場，成長途中被馬主金子真人購入。
其後交由栗東訓練中心練馬師池江泰郎訓練。

## 競賽生涯

### 3歲（現2歲）
1998年12月13日出戰阪神競馬場3歲新馬戰，於比賽途中以輕鬆的姿態獲勝。

### 4歲（現3歲）
1999年年初出戰條件戰福壽草特別，於其中敗於Thrilling Sunday取得第二後，隨即於山茶花賞取得勝利。
其後因身體不適避戰報知盃四歲牝馬特別，因而轉戰日程較後的公開賽銀蓮花錦標。比賽開始後，其選擇領放之下一直帶領馬群前進，然而進入直路直路稍微力弱，最終被對手超越下以第三完賽。
4月11日出戰出戰櫻花賞，由於榮進無敵以更積極的方式搶前，因而快得勝選擇於第二的先行位置推進。進入直路後，其趁對手失速的瞬間加速超越取得領先，可惜於直路上被後方跑出凌厲勢頭的Primo Ordine及Fusaichi Airedale追上，最終取得第三的戰績。
5月30日出自優駿牝馬（日本橡樹大賽），採取先行策略下於直路上順利領先，然而於最後關頭被後上強襲的梅雄快奔超越，最終以鼻位差距憾負。
入秋後出戰玫瑰錦標及秋華賞，雖然均於其中獲得第一人氣，但於表現不佳下大熱倒灶，最終分別以第四及第十三落敗。

### 5歲（現4歲）
2000年年初處於休養狀態，於6月11日的葉森盃復出，並於本次比賽中以不俗的姿態跑獲一席第五。
其後出戰人魚錦標，比賽初段繼續採用熟悉的領放戰術一路衝刺，打仍然未能克服直路上後勁不繼的問題下被對手超越，最終被拉開1 1/2馬位落敗得第二。
8月13日出戰皇后錦標，賽前獲得第一人氣。比賽開始後，順利出閘且處於內檔位置發走的快得勝迅速搶佔位置進行領放，並一直以此高速於先頭位置帶領馬群。進入直路後，其並未如同往常一樣表現出力弱，反而可以跑出一段不俗的末腳抵擋後方賽駒的追擊，最終於其不斷保持優秀下，其成功壓贏後上的Eidai Queen取得首個分級賽冠軍。
其後出戰府中牝馬錦標，比賽途中再度以領放戰術展開推進，於直路上進一步加速拋離對手不斷擴大優勢，最終拉開後方4馬位取得連勝。
11月12日乘勢出戰女皇伊利沙伯二世盃，賽前僅落後於Fusaichi Airedale取得第二人氣。比賽開始後，其繼續進行領放並不斷加速，可惜於直路上仍然無法壓贏後方的對手，最終被超越下僅獲得第四。
12月出戰阪神牝馬特別，採取先行策略下於直路輕鬆奪得主導，最終以2 1/2馬位優秀取得第三個分級賽冠軍。

### 5歲[a]
2001年，陣營爲求尋獲突破，安排其轉戰泥地戰線並出戰二月錦標。比賽開始後，其以較快的速度保持於先頭位置，並於通過最後彎道後進佔有利位置準備加速。進入直路後，即使本次爲其首次出戰泥地賽事，但其仍然展現充分的泥地適性，最終成功保持速度下僅敗真善美及飛箭取得季軍。
其後陣營更安排其遠征阿聯酋遠征杜拜世界盃，縱然面對一衆世界級的泥地強豪，其仍然可以於其中跑出優秀的表現，最終僅敗於施隊長取得第二，爲當時杜拜世界盃歷史上雌馬創造過的最佳戰績。
回國後稍作休息，於秋季重返草地戰線出戰女皇伊利沙伯二世盃，並於賽前獲得第四人氣。比賽開始後，其一改以往積極的戰術，選擇於中團靠後位置追走，並於比賽途中一直保持此緩慢的節奏。進入直路後，其隨即展現優秀的反應加速衝出，亦成功於終點線前的混戰局面下率先透出，最終壓贏Rosebud、Tico Tico Tac及蠟筆少女等對手下取得首個一級賽冠軍，亦以2分11.2秒的完賽時間打破紀錄。
其後出戰日本盃，然而於比賽途中一度被其他馬匹阻擋進路，最終無法修復失地下以第十四慘敗。
12月23日出戰有馬紀念，本次比賽重新採用領放戰術於先頭推進，但於直路直路後未能保持速度，最終被曼城茶座及美國波士超越下以第三完賽。
年末，由於其在年間勝出女皇伊利沙伯二世盃，並於二月錦標、杜拜世界盃及有馬紀念中表現出衆，因而以近乎全票的281票當選最佳4歲及以上雌馬。

### 6歲
2002年年初出戰二月錦標獲得第四後，再度遠征阿聯酋挑戰杜拜世界盃，然而以第十一大敗。
回國後，陣營決定安排其退役，並於4月4日取消日本中央競馬會的賽駒註冊。

### 詳細賽績
| 日期       | 舉辦國家 | 馬場 | 距離   | 級別 | 賽事名稱           | 負重 | 騎師     | 馬號 | 出馬 | 名次 | 時間   | 頭馬（二馬）       |
| ---------- | -------- | ---- | ------ | ---- | ------------------ | ---- | -------- | ---- | ---- | ---- | ------ | ------------------ |
| 13/12/1998 | 日本     | 阪神 | 草1600 |      | 3歲新馬            | 53   | 幸英明   | 1    | 12   | 1    | 1:39.1 | （Speed Mania）    |
| 10/1/1999  | 日本     | 京都 | 草2000 |      | 福壽草特別         | 53   | 武豐     | 5    | 15   | 2    | 2:02.2 | Thrilling Sunday   |
| 30/1/1999  | 日本     | 京都 | 草2000 |      | 山茶花賞           | 53   | 武豐     | 1    | 16   | 1    | 2:02.0 | （Tayasu Tamotsu） |
| 20/3/1999  | 日本     | 阪神 | 草1400 | OP   | 銀蓮花錦標         | 54   | 武豐     | 15   | 16   | 3    | 1:25.6 | Hagino Splendor    |
| 11/4/1999  | 日本     | 阪神 | 草1600 | GI   | 櫻花賞             | 55   | 幸英明   | 16   | 18   | 3    | 1:35.9 | Primo Ordine       |
| 30/5/1999  | 日本     | 東京 | 草2400 | GI   | 優駿牝馬           | 55   | 武豐     | 6    | 18   | 2    | 2:26.9 | 梅雄快奔           |
| 26/9/1999  | 日本     | 阪神 | 草2000 | GII  | 玫瑰錦標           | 54   | 武豐     | 8    | 12   | 4    | 2:01.0 | Hishi Pinnacle     |
| 24/10/1999 | 日本     | 京都 | 草2000 | GI   | 秋華賞             | 55   | 武豐     | 5    | 18   | 13   | 2:01.0 | Buzen Candle       |
| 11/6/2000  | 日本     | 東京 | 草1800 | GIII | 葉森盃             | 55   | 蛯名正義 | 2    | 15   | 5    | 1:50.1 | 美國波士           |
| 9/7/2000   | 日本     | 阪神 | 草2000 | GIII | 人魚錦標           | 55   | 幸英明   | 7    | 14   | 2    | 1:59.1 | Fusaichi Airedale  |
| 13/8/2000  | 日本     | 札幌 | 草1800 | GIII | 女皇錦標           | 55   | 藤田伸二 | 3    | 13   | 1    | 1:46.8 | （Eidai Queen）    |
| 15/10/2000 | 日本     | 東京 | 草1800 | GIII | 府中牝馬錦標       | 55   | 四位洋文 | 2    | 13   | 1    | 1:48.3 | （Hi Friend Code） |
| 12/11/2000 | 日本     | 京都 | 草2200 | GI   | 女皇伊利沙伯二世盃 | 56   | 四位洋文 | 5    | 17   | 4    | 2:13.4 | 菲莉絲             |
| 17/12/2000 | 日本     | 阪神 | 草1600 | GII  | 阪神牝馬特別       | 55   | 四位洋文 | 3    | 14   | 1    | 1:33.8 | （Taiki Dia）      |
| 18/2/2001  | 日本     | 東京 | 泥1600 | GI   | 二月錦標           | 55   | 武豐     | 16   | 16   | 3    | 1:35.8 | 真善美             |
| 24/3/2001  | 阿聯酋   | 詩柏 | 泥2000 | GI   | 杜拜世界盃         | 55   | 武豐     | 13   | 12   | 2    | 2:00.4 | 施隊長             |
| 11/11/2001 | 日本     | 京都 | 草2200 | GI   | 女皇伊利沙伯二世盃 | 56   | 武豐     | 13   | 15   | 1    | 2:11.2 | （美少女）         |
| 25/11/2001 | 日本     | 東京 | 草2400 | GI   | 日本盃             | 55   | 四位洋文 | 5    | 15   | 14   | 2:30.5 | 森林寶穴           |
| 23/12/2001 | 日本     | 中山 | 草2500 | GI   | 有馬紀念           | 55   | 武豐     | 2    | 13   | 3    | 2:33.3 | 曼城茶座           |
| 17/2/2002  | 日本     | 東京 | 泥1600 | GI   | 二月錦標           | 55   | 武豐     | 3    | 16   | 4    | 1:35.5 | 愛麗數碼           |
| 23/3/2002  | 阿聯酋   | 詩柏 | 泥2000 | GI   | 杜拜世界盃         | 55   | 柏兆雷   | 11   | 11   | 11   | 2:01.2 | 街頭口號           |

a 由2001年開始，日本跟隨國際馬齡顯示標準，以實歲標記馬匹

## 退役後
退役後，快得勝成爲了繁殖雌馬，於北海道早來町（今安平町）北部牧場休養，在2002年進行配種。首匹子嗣於於2003年出生但未出賽經已死亡，第二匹子嗣Agehibari於2004年出生，可於2006年出賽。2010年12月11日，邁向輝煌在中日新聞盃取勝，成爲首匹勝出分級賽的子嗣。
2017年9月16日由繁殖雌馬退役，繼續於北部牧場休養，亦成爲了幼駒放草時的領頭馬。
2023年5月14日，其於牧場內因衰老以27歲之齡死亡，但消息直至2024年2月22日才被公佈。

### 主要子嗣

#### 分級賽優勝子嗣
2007年生
- 邁向輝煌（中日新聞盃、京都紀念、日經賞、日經新春盃、鳴尾紀念）

2011年生
- 邁向世界（彌生賞）

2012年生
- 東瀛稱霸（中山牝馬錦標）

### 詳細繁殖資料
| 數目     | 馬名             | 出生年 | 性別 | 父系        | 練馬師                         | 馬主               | 戰績                                  |
| -------- | ---------------- | ------ | ---- | ----------- | ------------------------------ | ------------------ | ------------------------------------- |
| 第一匹   | 快得勝2003       | 2003   | 雄   | 大洋船      | 美浦・小島茂之                 |                    | （未出戰）                            |
| 第二匹   | Agehibari        | 2004   | 雌   | 大洋船      | 船橋・川島正行                 | 吉田俊介           | 9戰4冠2亞1季（退役・繁殖）            |
|          | （受胎失敗）     |        |      | Forty Niner |                                |                    |                                       |
| 第三匹   | Daoine Sith      | 2006   | 雌   | 夏威夷王    |                                | 山本英俊           | （未出戰・繁殖）                      |
| 第四匹   | 邁向輝煌         | 2007   | 雄   | 夏威夷王    | 栗東・池江泰郎 →栗東・池江泰壽 | Carrot Fram Co Ltd | 33戰8冠2亞2季（退役・種馬） 分級賽5勝 |
| 第五匹   | Plus Ultra       | 2008   | 雄   | 吉兆        | 栗東・池江泰壽                 | 金子真人控股       | 3戰1冠0亞0季（退役）                  |
| 第六匹   | To the Happiness | 2009   | 雌   | 吉兆        |                                | Carrot Fram Co Ltd | （未出戰・繁殖）                      |
| 第七匹   | To the Legend    | 2010   | 雌   | 夏威夷王    | 栗東・池江泰壽                 | Carrot Fram Co Ltd | 19戰5冠3亞4季（退役・繁殖）           |
| 第八匹   | 邁向世界         | 2011   | 雄   | 夏威夷王    | 栗東・池江泰壽                 | Carrot Fram Co Ltd | 12戰4冠5亞0季（退役・種馬） 分級賽1勝 |
| 第九匹   | 東瀛稱霸         | 2012   | 雌   | 夏威夷王    | 栗東・角居勝彥 →栗東・中竹和也 | 島川隆哉           | 30戰6冠2亞3季（退役・繁殖） 分級賽1勝 |
|          | （流產）         |        |      | 夏威夷王    |                                |                    |                                       |
| 第十匹   | To the Crown     | 2014   | 雄   | 夏威夷王    | 栗東・池江泰壽                 | Carrot Fram Co Ltd | 20戰5冠3亞1季（退役）                 |
| 第十一匹 | To the Frontier  | 2015   | 雄   | 龍王        | 栗東・池江泰壽                 | Carrot Fram Co Ltd | 20戰3冠2亞2季（退役）                 |
|          | （流產）         |        |      | 夏威夷王    |                                |                    |                                       |
|          | （受胎失敗）     |        |      | 統治地位    |                                |                    |                                       |
| 龍王     | （受胎失敗）     |        |      |             |                                |                    |                                       |
|          | （受胎失敗）     |        |      | 統治地位    |                                |                    |                                       |
| 龍王     | （受胎失敗）     |        |      |             |                                |                    |                                       |

## 血統簡介
父系週日寧靜是美國三冠賽雙冠馬，退役後在日本配種，在日本馬壇相當成功，贏得多項分級賽事，其子嗣贏得巨額獎金，連續12年成為日本冠軍種馬。祖父Halo爲美國賽駒，曾贏得一級賽冠軍，爲美國冠軍種馬。
母系Fairy Doll爲美國出生的英國賽駒，生涯僅勝出一場賽並落敗。外祖父雷里耶夫爲加拿大著名種馬北地舞人子嗣，由於自身配種成績亦非常優秀，現已經確立成一支獨立的種馬系統。

### 血統表
| 父線：週日寧靜系（Halo系）                  |                             |                 |                |
| 種馬 週日寧靜 1986年（棕色）                | Halo 1969年（棕色）         | Hail to Reason  | Turn-to        |
| 種馬 週日寧靜 1986年（棕色）                | Halo 1969年（棕色）         | Hail to Reason  | Nothirdchance  |
| 種馬 週日寧靜 1986年（棕色）                | Halo 1969年（棕色）         | Cosmah          | Cosmic Bomb    |
| 種馬 週日寧靜 1986年（棕色）                | Halo 1969年（棕色）         | Cosmah          | Almahmoud      |
| 種馬 週日寧靜 1986年（棕色）                | Wishing Well 1975年（棗色） | Understanding   | Promised Land  |
| 種馬 週日寧靜 1986年（棕色）                | Wishing Well 1975年（棗色） | Understanding   | Pretty Ways    |
| 種馬 週日寧靜 1986年（棕色）                | Wishing Well 1975年（棗色） | Mountain Flower | Montparnasse   |
| 種馬 週日寧靜 1986年（棕色）                | Wishing Well 1975年（棗色） | Mountain Flower | Edelweiss      |
| 繁殖雌馬 Fairy Doll 1991年（栗色）          | 雷利耶夫 1977年（棗色）     | 北地舞人        | 新北區         |
| 繁殖雌馬 Fairy Doll 1991年（栗色）          | 雷利耶夫 1977年（棗色）     | 北地舞人        | Naltama        |
| 繁殖雌馬 Fairy Doll 1991年（栗色）          | 雷利耶夫 1977年（棗色）     | Special         | Forli          |
| 繁殖雌馬 Fairy Doll 1991年（栗色）          | 雷利耶夫 1977年（棗色）     | Special         | Thong          |
| 繁殖雌馬 Fairy Doll 1991年（栗色）          | Dream Doll 1986年（棗色）   | Sharpen Up      | Atan           |
| 繁殖雌馬 Fairy Doll 1991年（栗色）          | Dream Doll 1986年（棗色）   | Sharpen Up      | Roccetta       |
| 繁殖雌馬 Fairy Doll 1991年（栗色）          | Dream Doll 1986年（棗色）   | Likely Exchange | Terrible Tiger |
| 繁殖雌馬 Fairy Doll 1991年（栗色）          | Dream Doll 1986年（棗色）   | Likely Exchange | Likely Swap    |
| 雌系：Affection系（號族：9-f）              |                             |                 |                |
| 五代內近親交配：Almahmoud 4×5、天才舞者 5×5 |                             |                 |                |

## 命名由來
名字To the Victory（トゥザヴィクトリー）意思是「向着勝利前進」，香港則取其意，翻譯為「快得勝」。

## 外部連結
- 快得勝 netkeiba.com （页面存档备份，存于）
- 血統表 （页面存档备份，存于）